# 西武園ゆうえんち
西武園ゆうえんち（せいぶえんゆうえんち）は、埼玉県所沢市大字山口にあるレトロテーマパーク。メインゲート前に埼玉県と東京都の都県境があり、駐車場の一部が東京都東村山市に属する。
西武鉄道が所有し、グループ会社の西武レクリエーションが運営していたが、2020年（令和2年）10月1日から2023年（令和5年）3月31日までとしまえんを運営していた株式会社豊島園が商号を「株式会社西武園ゆうえんち」と変更し運営、2023年（令和5年）4月1日より土地建物の所有を株式会社西武リアルティソリューションズ (現：株式会社西武不動産）に移管したうえで、同社から運営の委託を受ける形で運営主体が株式会社横浜八景島に変更された。一部のアトラクションは、西武グループの横浜・八景島シーパラダイスにおいても同系統機種が導入されている。なお、株式会社西武園ゆうえんちは2023年5月31日の株主総会決議により解散し、同年6月15日に解散公告、同年11月10日付で清算結了により法人格が消滅した。
夏休み期間中は毎週土曜・日曜に花火大会が開催されていた。リニューアル後は「大火祭り」と称し、毎日開催されている。
2010年11月、西武園ゆうえんちを含む西武園エリア一帯のネーミングを西武鉄道運営のコミュニティサイトで募集し、満場一致で「所沢西武 アッハの森」（ところざわせいぶ アッハのもり）に決定した。
2021年5月19日にリニューアルオープンした。昭和レトロをテーマに、商店街やアトラクションなどが新設された。リニューアルに伴い、所沢西武 アッハの森の名称使用を完全に終了し、現在は各種広告での使用はしていない。

## 沿革

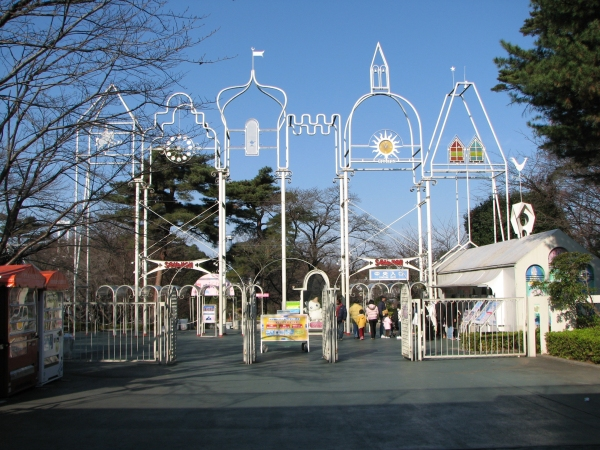
旧中央口

1947年（昭和22年）10月 - 蓮沼門三の修養団の公民道場を買収。営業休止していた西武村山線の東村山駅-村山貯水池駅間を1948年4月1日に再開して建設資材を輸送した。
1950年1月25日 - 東村山文化園として開園。
1951年9月16日 - 西武園へと改名。
1983年-1985年に開園した東京ディズニーランドへの対抗策としてほぼ全面的にリニューアル。
1986年3月28日 - 「ループ・スクリューコースター」稼働開始。同園初の絶叫マシーンで当時日本最大級。
1988年3月21日 - 「ジャイロタワー」と「ルーピングスターシップ」が稼働開始、ロードサイドレストラン「モンヴェール」がオープン。同年から冬季限定でスケートリンクを開設。
2004年7月17日 - サンリオとの提携によるアトラクションゾーン「ハローキティ メルヘンタウン」がオープン。
2010年より冬季限定でイルミネーション営業を実施。
2013年 - 冬季限定のスケートリンクを来場客の低迷や機器の老朽化を理由として営業を終了。その後はソリなどで遊ぶことができる「雪の王国」が開設されることとなった。
2019年9月 - 森岡毅が代表を務める「株式会社 刀」によって2021年にリニューアルオープンすると発表。
2020年
- 1月23日、2021年リニューアルのコンセプトを発表。テーマは「1960年代の懐かしさ」で、約100億円を投資する[16]。
- 2月28日、同年2月29日より新型コロナウイルス感染拡大を防ぐために臨時休業することを決定[17]。
- 3月21日、一部施設を除き、運営再開[18]。
- 3月28日、新型コロナウイルス感染症の影響により再度休園[19]。
- 3月、「ハローキティ メルヘンタウン」がクローズ。
- 6月18日、「戦え!大作戦アトラ　ミライセンシ」営業終了[20]。
- 6月20日、土休日のみ営業再開[21]。リニューアルオープンに備え、西口出札・駐車場・駐輪場を閉鎖[22]。
- 7月4日、2020年度ウォーターパークの運営開始[23]。
- 7月18日、2020年度プールの運営開始。
- 8月30日、2020年度ウォーターパークおよびプールの営業終了。
- 11月1日、全面休園[24]。それと同時に、長崎電気軌道1050形電車1051号車を都電色に塗り替えて譲り受けることも合わせて発表。 リニューアルで新アトラクションが追加される他、としまえんから模型列車とチャレンジトレインが移設される。

2021年
- 4月13日、リニューアル後のオープン日を5月19日とすると発表[25][26]。
- 5月15日、西武山口線（レオライナー）で西武園ゆうえんちラッピング電車の運行開始[27]。
- 5月18日、プレス向けの内覧会を実施[28]。
- 5月19日、9時よりオープニングセレモニーを実施し、リニューアルオープン[8]。

2024年
- 3月1日、西武園通貨を廃止。
- 3月19日、新ファミリーエリア「夕陽の丘プレイランド」開業[29]。

## 営業時間
- リニューアル前の営業時間は9時から17時の枠内で時期により変動。7月から8月は「夕涼み営業」として13時から20時、花火開催日の土日と旧盆期間は21時まで延長営業していた。冬季にはイルミネーション営業としてアトラクションを限って21時まで延長営業していた。
- リニューアル後、平日10時から17時、休日10時から19時である。なお、2021年5月は平日10時から19時、休日10時から20時となっている[26][30]。夏期は花火実施の為、9時から21時まで営業している。
- プールやフィッシングランドなどの営業時間は遊園地と異なる。

定休日
リニューアル前は祝日を除く毎週火・水曜（11月から2月は木曜も含む）は休園日であったが、学休期（春休み・夏休み・冬休み）やゴールデンウィークなどの連休期間は休まず開園していた。2021年5月19日のリニューアル以降は不定休となる。

## 2021年5月19日のリニューアル概要
西武園ゆうえんち開業70周年記念事業としてリニューアルされた。コンセプトは「心あたたまる幸福感に包まれる世界」。

### エントランス

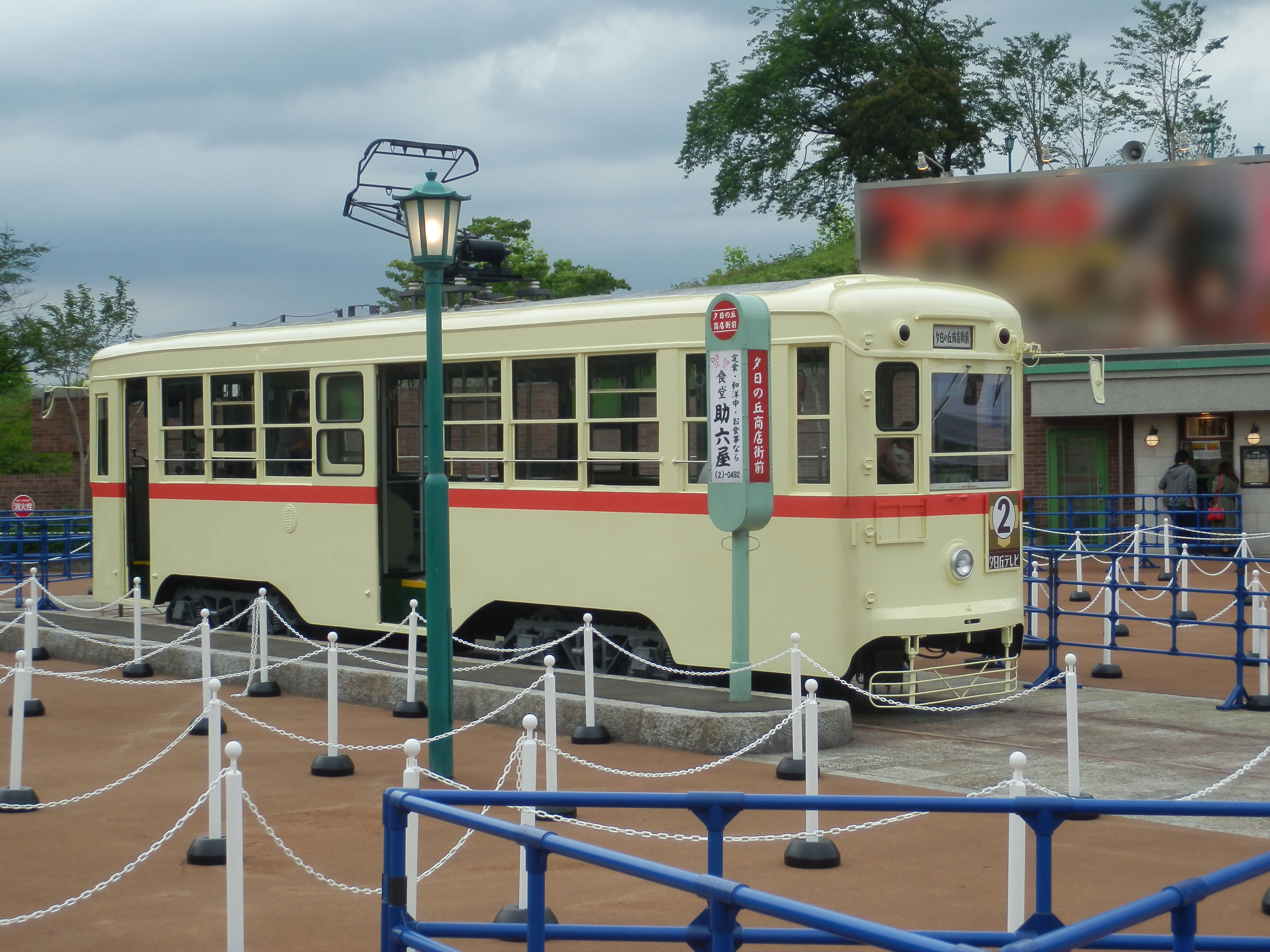
路面電車「1050形1051号」

これまで3か所にあった入口を1か所に集約。これは商店街で熱狂的で心温まる体験をしたあとの状態で最新の音響効果をプラスすることで、「懐かしいけど新しい体験」ができるようにするためとしている。
また、長崎電気軌道より譲り受けた路面電車「1050形1051号」（旧仙台市交通局117号）が設置されている。

### エリア
全部で5つのエリアに分かれる。
夕日の丘商店街
1960年代の昭和を再現した商店街。飲食店や物販のお店が30店舗並ぶ。また、ライブパフォーマンスが行われる。
夕陽の丘プレイランド
2024年3月19日オープン。西武園ゆうえんちで夕日が１番きれいに見える夕陽館の麓に広がる、海外の移動式遊園地をイメージしたエリア。
夕陽館
夕日の丘を見下ろす高台に設置された映画館となっている。リニューアルの目玉の一つである『ゴジラ・ザ・ライド　大怪獣頂上決戦』はこの中にある。
アトラクションエリア
昔ながらのアトラクションが残されているエリア。各アトラクションのナレーションは大幅に刷新されている。
レッツゴー！レオランド
手塚プロダクションの協力の元、鉄腕アトム、ジャングル大帝のキャラクターが初めてアトラクション化された。また、巨大すごろくとトリックアートもある。

## アトラクション

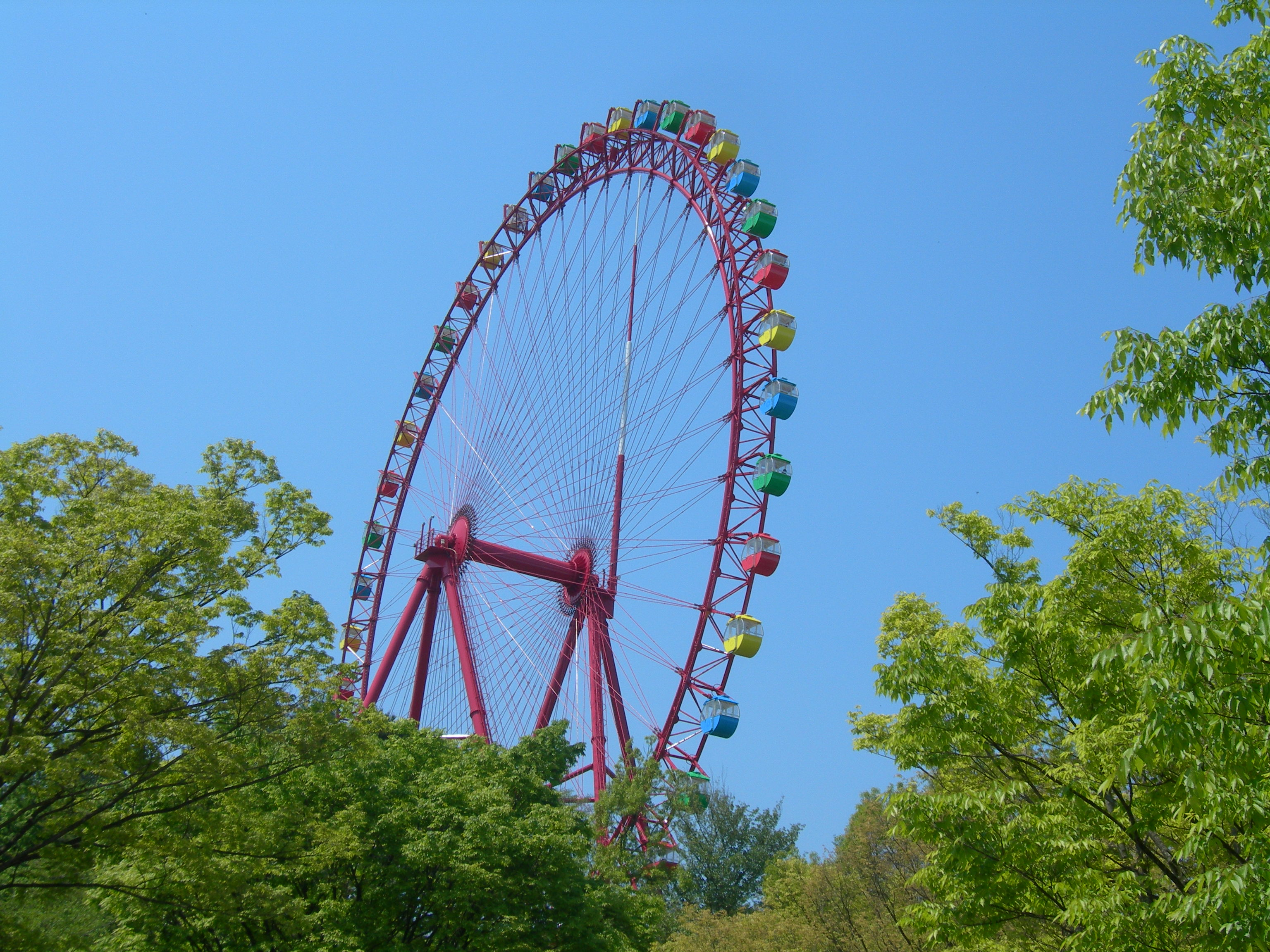
大観覧車（営業終了）

★印のあるアトラクションは横浜・八景島シーパラダイスの遊園地「プレジャーランド」においても同系統機種（主にインタミン製）が設置されている。

### 運行
2021年5月19日～
夕日の丘商店街
- ふしぎ駄菓子屋 銭天堂 ザ・リアル
  - 廣嶋玲子による児童小説ふしぎ駄菓子屋 銭天堂を題材にした体験型アトラクション。

夕陽の丘プレイランド
- スイング・スイング
- スプリング・ライド・タワー
- ジャングル！ドライブ

夕陽館
- ゴジラ・ザ・ライド 大怪獣頂上決戦
  - 山崎貴と株式会社刀のシニア・クリエイティブ・ディレクターである津野庄一郎が制作に携わっている[26][33]。
- ウルトラマン・ザ・ライド 世紀の大決闘
  - 2023年7月14日より上映開始。当初は期間限定だったが、同年9月14日よりゴジラ・ザ・ライドと相互上映が行われている。

アトラクションエリア
- チャレンジトレイン 出発進行！小さな運転士さん
  - としまえんからの移設[34]。
- バイキング（1981年 - ）★
- 回転空中ブランコ（1982年 - ）
  - 旧名称は「ウェーブスウィンガー」
- メリーゴーラウンド（1984年 - ）
- オクトパス・アドベンチャー（1985年 - ）★
  - 旧名称は「オクトパス」
- 富士見展望塔（高さ82m、展望68.7m、1988年3月19日[35] - ）★
  - 旧名称は「ジャイロタワー」[36]
  - 横浜八景島では「シーパラダイスタワー」として設置

レッツゴー！レオランド
メルヘンタウンからのリニューアル。
- アトムの月面旅行
  - 小型のローラーコースター。「エンジェルコースター」からのリニューアル[37]。
- レオとライヤのジャングルダンスパーティー
  - コーヒーカップ型アトラクション。
- 飛べ！ジャングルの勇者レオ
- レオとライヤの夕日列車
  - 敷地内を一周する汽車。「ハローキティトレイン」からのリニューアル。走行車両はとしまえんにあった模型列車「ウエスタンシルバー 265号車」[37]。尚、当該列車が走行する線路と平面交差している歩行者通路上に踏切が設置されているが、この踏切警報機は西武鉄道で使用しているものと同形式の踏切警報機である。

### 運行終了
- ウォーターシュート（1951年 - 1992年）
  - 1993年に横浜・八景島シーパラダイスに移設後、2005年11月に終了した。
- ジェットコースター（1966年 - 1980年）
  - 周辺の宅地化による騒音への苦情を受け廃止[38]。
- メリーゴーランド（1966年 - 1983年）
- バズーカ砲（1966年 - 1984年）
- ラウンドアップ（1966年 - 1984年）
- オクトパス（1966年 - 1984年）
- パラトルーパー（1966年 - 1984年）
- ロケット展望台（1966年 - 1984年）
- ミニトレイン（1970年 - 1984年）
- ファンハウス（1970年 - 1984年）
- スペースエイジ（1970年 - 1984年）
- トレーニングホース（1974年 - 1984年）
- トランポリン（1974年 - 1984年）
- ファファ（1974年 - 1984年）
- ヘリコプター（1975年 - 1984年）
- スカイジェット（1975年 - 1984年）
- SSW宇宙秘密基地（1978年 - 1984年）
- 回転ボート（1980年 - 2017年）
- 回転馬車（1985年 - 2017年）
- バルーンフライト （1985年 - 2017年）
- ハングライダー（1985年 - 2017年）
- ミニ飛行機（1985年 - 2017年）
- ジェットファイター （1985年 - 2017年）
- トリプル観覧車（1985年 - 2004年）
- 大飛行塔（1985年 - 2006年）
- ビジービー（1985年 - 2008年）
- コーヒーカップ（1983年 - 2008年）
- ループ・スクリューコースター（1986年 - 2012年）
  - 池原義郎企画・デザイン、トーゴ・西武建設が設計製造。全長900m、最高地点30m、最高時速80km、4人乗り6両編成、垂直ループ直径20m、最大過重力4.87G[38]。
  - 垂直ループ1回転とスクリュー2回転を中心に据え噴水池を通過し水が上がる演出も設けられ、ウレタンゴム製の車輪の使用や機械室の地下化で騒音を通常の7割程度に抑え、待ち時間を楽しませる為の手品など大道芸の上演を想定したミニステージ付きの収容人数480席（20回分）の待合室を併設した[38]。
- フライトトレーナー（1990年 - 2008年）
- わくわくランド（2003年 - 2009年）
- アイスワールド（2007年 - 2009年）
- 日本の怪談屋敷（2007年 - 2009年）
- ルーピングスターシップ（1988年 - 2011年）
  - 最高時速54km、最大過重力3.5G[36]。
  - 登場した1988年から1999年まで約11年間、西武鉄道の通勤車両の一部窓ガラスに本施設の写真ステッカーが貼られていた。
- 空飛ぶじゅうたん（1982年 -2012年 ）
- マジックミラーメイズ（2006年 - ）
- アトラシリーズ（2011年 - ）
  - 探せ!伝説のアトラ（2011年 - ）
  - 占え ふたりのアトラ（2011年 - ）
  - ミライセンシ（2012年 - ）：Kinectを使用した体験型アトラクション。
- クラシックカー（1984年 - 2020年）
- 大観覧車（1982年 - 2023年）：2022年5月11日より不具合の為運休していたが、2023年11月14日に営業を終了する事が発表された[39]。

#### ハローキティ メルヘンタウン
ハローキティをはじめとするサンリオキャラクターを扱った7種類のアトラクションがあったエリア。毎週土曜日・日曜日にはキャラクターショーも行われていた。2020年に終了した。☆印のものは、2021年5月19日のリニューアルオープン時に「レッツゴー！レオランド」内アトラクションに流用されている。
- エンジェルコースター☆
- ハローキティトレイン☆
- ストロベリーカフェ☆
- ポップンスマイル
- スカイファン☆
- メロディシンカンセン
- バッテリーカー

## エンターテイメント
夕日の丘商店街およびレオランドでライブパフォーマンスやショーが行われる。また、夏季には夏季イベント『大夏祭り』が行われている。

## 付帯施設

### ショップ・フード
2021年5月現在
夕日の丘商店街
- ショップ
  - 駄菓子 夢見堂（駄菓子店）
  - おみやげ萬屋雑貨店（雑貨屋）
  - ナリキリ洋品店
  - 相澤寫眞館
- フード
  - 肉のおほみ（精肉店） - コロッケなどの軽食を提供[43]。
  - 青果八百八（八百屋）
  - 鶴龜堂（団子屋） - 所沢の醤油を用いた焼団子や茶団子などを提供[43]。
  - 喫茶ビクトリヤ（喫茶・軽食） - クリームソーダ、ナポリタン、プリンアラモード等を提供[43]。
  - 中富米店（米・酒店）
  - 豊川氷店（氷店）
  - 魚勝（魚屋）
  - 和洋菓子 棚牡丹堂（洋菓子店）
  - 食堂 助六屋（食堂） - 大衆食堂を再現しオムライス、カレー、定食類などを提供[43]。

夕陽館
- ショップ
  - キネマ売店 - ゴジラ関連のグッズを販売。

アトラクションエリア
- フード
  - ビヤホール　舶來グリル - グリルロースターを設置した座席を備えた屋外型ビアホール、来園客自らが焼くベーコン・ソーセージ等のセット「団欒盛り合わせ」等を提供[43]。
  - 食堂車レストラン 黄昏号 - 2023年3月17日開業。食堂車を模した空間で洋食を提供するとともに数十台のスピーカーによる音響効果や車窓を再現した映像を放映するディスプレイやキャラクターの登場といった演出を加えたエンターテイメント型レストラン[44]。

レッツゴー!レオランド
- ショップ
  - レッツゴー!バザール - 手塚治虫作品関連のグッズを販売。
- フード
  - 軽食・売店 ミルクホール

### プール
※夏季営業
- 波のプール（1983年 - ）
- 流れるプール（1984年 - ）
- 大回転！急流すべり台（1997年 - ）
  - 旧名称は「ウォータースライダー」。2021年のリニューアルより名称変更。
- 円形こどもプール
- おふねのプール（2021年 - ）
- ウォーターパーク（2020年）[45]

#### プール営業期以外
- フィッシングランド（10月上旬から5月上旬まで）
流れるプールでニジマスなど渓流魚釣りができる。
- 雪の王国（12月中旬から3月上旬まで）
波のプールに人工雪のゲレンデが作られ、雪ソリなどで遊ぶことができる。

### その他
- マレットゴルフ場
- 赤ちゃん休憩所（レッツゴー！レオランド内）[46]

## 近隣施設
- 西武園競輪場
- 西武園ゴルフ場
- 掬水亭

西武園ゆうえんち駅付近にある、西武鉄道所有の中国料理主体の割烹・レストラン、旅館施設。開業は1957年5月。テレ玉で独自のCMを放映している。大浴場・露天風呂があり、日帰り入浴も可能。
- ベルーナドーム
- 狭山スキー場
- 旧ユネスコ村
- ゆり園（毎年5月 - 7月のみ）
- 西武園ゆうえんち ウォータージャンプ S-air

## 交通アクセス

### 鉄道
- 西武山口線（レオライナー）西武園ゆうえんち駅下車すぐ[47]。

2021年のリニューアル前は、多摩湖線の西武遊園地駅（現：多摩湖駅）、西武園線の西武園駅も最寄りとなっていたが、リニューアルに伴い中央口・東口が閉鎖されたため、これらの駅からのアクセスはプール営業時以外不便となった。なお、多摩湖線においては1980年3月から2016年3月にかけ、土・休日の開園時間中には西武新宿駅からの直通電車が複数運行されていた。2016年4月以降、2021年4月までは、西武球場でのプロ野球公式戦開催日のみ運行。
リニューアルオープンにあわせて西武山口線にて1960年代に西武線を走っていたカラーリングをイメージしたラッピング車両を2021年5月15日より運行。

### バス
- 所18-1系統：所沢駅西口 - 西武園駅 - 西武園ゆうえんち（西武バス所沢営業所担当）

※運転日に注意（基本的に土日祝運行）。所沢駅 - 西武園駅間は毎日運行。
西武園ゆうえんち停留所は臨時駐車場A（多摩湖駅と西武園駅間にある駐車場）にあるため、遊園地メインゲートまでは徒歩（1.5km、約20分）、山口線レオライナー、または連絡シャトルバスを利用。
1990年代の土・休日には「西武園ゆうえんち号」という名称の急行バス（ノンストップ）が開園時間中、1時間に1本程度運行されていた。
- 所沢駅西口と西武園ゆうえんち間を直通するバスの運行を2021年夏より実施[47]。
- 立川駅 - 上北台駅 - 西武球場前（西武バス立川営業所・立川バス上水営業所共同運行）

ベルーナドームでの試合開催日のみ運行だが、上北台駅からのアクセス手段として利用できる（西武球場前駅から山口線に乗換、西武園ゆうえんち駅下車）。

### 自動車
- 関越自動車道 -  所沢ICから約12km[47]
- 首都圏中央連絡自動車道（圏央道）- 入間ICから約10km[47]

## 事故など
- 1963年4月21日 - 回転式ウェーブカーで酒に酔ってはしゃいだ乗客4名が投げ出されて怪我。
- 1967年5月28日 - アトラクション「回転ラビット」から2歳の男児が立ち上がって転落し、頭部を後続の機体とプラットフォームの間に挟まれ死亡。
- 1981年11月23日 - 「ウルトラマンショー」の開催中、火薬用の導火線から怪獣「ウー」の着ぐるみに引火して着ぐるみが火だるま状態となり、アクターが焼死。
- 1999年8月 - アトラクションの点検作業中に遊具が動き出し、従業員が遊具と衝突して死亡した。
- 2007年
  - 3月19日 - 空中旋回する（アストロ・オービター型）アトラクション「ハングライダー」の運転時に、一つの機体の足掛け部分が地面と接触し、従業員の操作で非常停止した。乗客にケガはなかった。点検のため、同系統の「ミニ飛行機」とあわせて当面運休となった[49]。
  - 12月15日 - 乗客を乗せた大観覧車のゴンドラが、最高部（62メートル）で引き戸式の扉が開いた。このゴンドラには女性1名と幼児3名が乗車していたが、女性が自ら閉め、ケガ人はいなかった。乗車時に従業員が扉の施錠の確認を怠ったことが原因と発表された[50]。
- 2008年10月17日 - ハングライダーと同系統アトラクション「オクトパス」が午前10時50分頃から動かなくなった。油圧ホースからオイル180リットルが漏れ出しており、同日午後には雨水管を通じて大谷川と柳瀬川に流出し、住民からの報せを受けた所沢市が西武園へ通報した。西武鉄道はオイルフェンスなどで川に流出した油の回収を図ると共に、プレスリリースを発出した。
- 2009年8月21日 - 回転しながら昇降する展望アトラクション「ジャイロタワー」の上昇運転中に、途中の高さ14メートル地点で動かなくなり、立ち往生となった。このため、救援操作で非常口がある高さ30メートルまで上昇させ、従業員20人が内部の非常階段を用いて乗り込み、その重みとブレーキ操作で地上へ降下した[51]。同年10月24日に運転を再開[52]。
- 2012年9月30日 - ローラーコースター型のアトラクション「ループ・スクリューコースター」の走行中、2両目前列右側に乗っていた女子高生の安全バーのロックが外れた。女子高生にケガはなかったものの、原因究明まで運転を休止[53]。その後長らく再開が検討されていたが、全体的な老朽化のため断念する事となり、2017年2月27日より撤去工事が開始された[54]。
- 2014年9月2日 - 未明に飲食屋台で火災が発生。飲食店5棟が全焼したが、事故当日は臨時休園日だったため、けが人はいなかった[55]。
- 2015年12月19日 - 大観覧車の最上部62メートル付近で、乗客2人を乗せたゴンドラの扉が突如開いた。乗客が扉を内側から押さえたまま地上に戻ったため、けが人はいなかった。係員が扉のロックの確認を怠ったことが原因とされている。また、この一件について係員は管理者に報告を行っておらず、同月28日に乗客からの電話によって発覚した。大観覧車は設備点検の末、同月30日から営業を再開した[56][57]。
- 2017年5月12日 - 23時30分頃、営業終了後の園内にて火災が発生[58]、アーケード大通りの屋根と、アーケード大通り内の3店舗、アトラクション4機種が焼失・焼損した[59]。火災を受け園側は、安全を確保するために翌5月13日以降、臨時休園の措置を採っている[60]。6月3日に営業再開した[61][62]。
- 2021年
  - 5月19日 - 23日、「ビヤホール 舶来グリル」のバーベキューセット「団欒 だんらん 盛り合わせ」においてアレルギー原料材の表記漏れがあった。23日に客からの指摘で判明。園内で提供しているメニューのアレルギー原料材の再点検のほか、再発防止として従業員の再研修、確認及び点検の強化を行うとしている[63]。
  - 11月27日、コースター型アトラクション「アトムの月面旅行」において、安全確認をせずに運転を行っていた事が判明。出発後、後部座席の安全バーが下りていなかったのを発見し緊急停止させた。乗客に怪我は無かった。運転交代時に申し送りが不充分だった事が原因とされ、再発防止策を講じ、翌12月14日より営業を再開した。
- 2022年3月18日 - 午後12時半過ぎ、「富士見展望塔」において、キャビンが地上62メートル付近で停止し、乗客7名とスタッフ1名が閉じ込められる事象が発生。多数のスタッフが塔内部の非常階段を上ってキャビンに乗り込み自重にて下降、13時45分、乗客全員が怪我や体調不良なく降車した。昇降用モーターの不具合が原因とされ、当面の間当該施設を運休すると発表した。